# 黑暗帝國
《黑暗王朝：战争未来》（英語：Dark Reign: The Future of War），台湾代理版名称“黑暗帝國”，是Auran工作室为开发，美国动视于1997年发行于Microsoft Windows平台的即时战略游戏。1998年3月31日发行了资料片《黑暗之手崛起》。前传《黑暗王朝2》于2000年6月开发。游戏中势力为自由卫士、帝国和图格兰人。它在面世前曾经使用过Corporation作为名字。

## 情节
故事发生在未来，图格兰人的家园被卷入自由卫士与帝国的战火而被帝国军的武器---干燥弹毁灭了，玩家扮演最后的一个图格兰幸存者，出发试着去履行哲人阿尔斐斯-图格拉的预言，他坐上一台时光机出发，如果成功他将会阻示图格拉的死亡，在那之前他必须先混入自由卫士或帝国军一方。该游戏的一个特征是每一关都可以自由选择当自由卫士还是帝国军。

## 特色
黑暗王朝是最早出现的允许玩家将建筑物暂时关闭以节省电力的即时战略之一，另一大创新是可以为单位设定多个路径点。